# 에일리언스 인 아메리카
에일리언스 인 아메리카(Aliens in America)는 2007년 10월 1일부터 2008년 5월 18일까지 The CW에서 방영된 시트콤이다.

## 출연
- 댄 버드 - 저스틴 톨척
- 아디르 칼리안 - 라자 무샤라프
- 에이미 피츠 - 프래니 톨척
- 스콧 패터슨 - 게리 톨척
- 린지 쇼 - 클레어 톨척
- 크리스토퍼 B. 덩컨 - 매슈스 씨